# دومنیک‌انجلا لینا اونالی
دومنیک‌انجلا لینا اونالی (انگلیسی: Domenicangela Lina Unali؛ زادهٔ ۱۸ نوامبر ۱۹۳۶) نویسنده، و آموزگار اهل ایتالیا است.
وی همچنین برندهٔ جوایزی همچون برنامه فولبرایت شده‌است.